# Калитино (Міжріченський район)
Кали́тино (рос. Калитино) — присілок у складі Міжріченського району Вологодської області, Росія. Входить до складу Сухонського сільського поселення.

## Населення
Населення — 43 особи (2010; 44 у 2002).
Національний склад (станом на 2002 рік):
- росіяни — 87 %